# 繆氏矯正法
繆氏矯正法〔暫譯〕是一種民間流傳的口肌訓練技巧，由齒顎矯正科醫師約翰·繆提出，並由其子麥可·繆醫師宣揚，透過擺正舌頭的位置、正確的頸部姿勢和用鼻子呼吸讓臉部輪廓線條變得對稱和鮮明，以持之以恆的方式發展出在沒有不良姿勢和不良習慣下自身基因自然會出現的樣貌。於青少年時期或之前開始矯正，效果更容易出現。

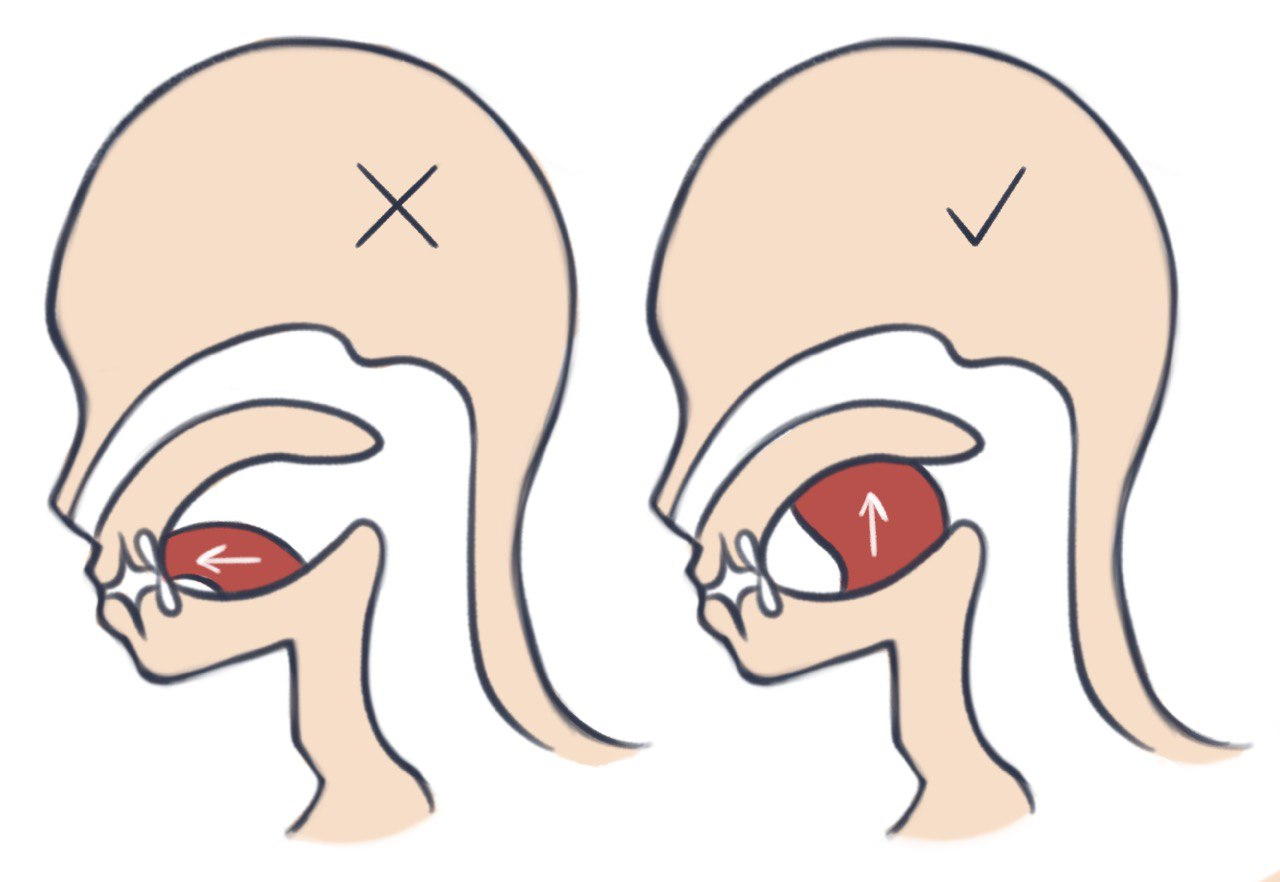

不過，儘管曾經展示過臨床成果，牙齒矯正學界現時並未承認繆氏矯正法的效果，約翰·繆醫師更被英國齒顎矯正學會剝奪其會員身份，原因是與學會立場不一，涉及誤導大眾。與此同時，坊間亦有聲音擔心繆氏矯正法的盛行會令需要矯齒或進行手術的人以為憑繆氏矯正法便能夠根治問題。

## 方法
大部分人放鬆或需要用嘴巴呼吸時舌頭都會置於下方，但繆氏矯正法提出舌頭的正確位置應該在上方，頂著上顎。
以舌尖開始頂著上顎，觸及上排牙齒的內側，注意必須整條舌頭都頂著上顎，而非只有舌尖，同時舌頭不要往前推門牙，而是往上施力。
將舌頭置於上顎後，收起下巴，脖子往後移，擺正頸部姿勢，不要低下頭，這樣能讓下顎線更明顯。
繆氏矯正法需要每天進行至少8小時，若能睡眠時保持更佳。

## 效用
除改善不對稱的臉型，改善輪廓，亦有人提出繆氏矯正法能改善睡眠窒息症、吞嚥問題、語言障礙、上下顎關節問題及鼻竇炎。 

## 效果
有部分人認同繆氏矯正法的效果，並在網上張貼分享。
麥可·繆醫師在Youtube頻道「Orthotropics」上曾展示繆氏矯正法成果。，診所網站上亦有繆氏矯正法成果的展示